# Schwartzkoppen

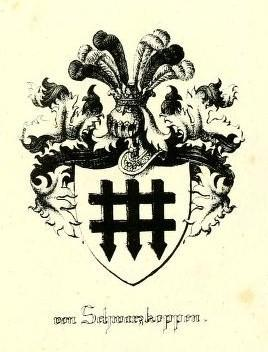
Wappen derer von Schwarzkoppen in Grotes Geschlechts- und Wappenbuch des Königreichs Hannover und des Herzogthums Braunschweig, um 1850

Schwartzkoppen ist der Name eines niedersächsischen Adelsgeschlechts, dessen Stammreihe mit Hans Swartekop († 1511) beginnt, Bürger in Braunschweig.

## Adelserhebungen
Rittermäßiger Reichsadelsstand und erbländisch-österreichischer Adelsstand als „von Schwarzkoppen“ mit Wappenbesserung am 22. Februar 1688 in Wien für die Brüder Conrad Schwarzkopf, herzoglich braunschweigisch-wolfenbütteler Kammer- und Amtsrat, und Johann Georg Schwarzkopf, herzoglich braunschweigisch-wolfenbütteler Geheimer Kammerrat, dessen Nachkommen den Namen „von Schwarzkoppen“ führten.
Nassauischer Freiherrenstand im Jahr 1812 für Friedrich von Schwarzkoppen, herzoglich nassauischer Leutnant bei den reitenden Jägern.

## Wappen
- 1688: Geteilt, oben in Gold ein vorwärts gekehrter Mohrenkopf samt halber Brust, unten in Silber ein wachsender roter Greif. Auf dem Helm mit rot-silbernen Decken der wachsende Greif.
- seit 1700, ähnlich dem der 1696 ausgestorbenen altmärkischen Linie („von Schwartzkopf“): In Silber ein schwarzes Fallgatter. Auf dem Helm mit schwarz-silbernen Decken fünf (silber, schwarz, silber, schwarz, silber) Straußenfedern.

## Namensträger
- Emil von Schwartzkoppen (1810–1878), preußischer General der Infanterie und Kommandierender General
- Erich von Schwartzkoppen (1870–1919), Hofmarschall der Prinzen Friedrich Heinrich und Friedrich Wilhelm von Preußen, späterer deutscher Kaiser Wilhelm II.
- Friedrich von Schwartzkoppen (1819–1897), deutscher Politiker und Publizist
- Friedrich Wilhelm von Schwartzkoppen (1874–1933), deutscher Oberst und Führer vom Selbstschutz Oberschlesien (SSOS)
- Maximilian von Schwartzkoppen (1850–1917), deutscher Offizier und Diplomat (Militärattaché)
- Georg von Schwartzkoppen (1854–1918), deutscher Diplomat und Geheimer Legationsrat im Auswärtigen Amt.
- Luise von Schwartzkoppen (1902–1986), deutsche Bibliothekarin und Juristin.[1]
- Eduard von Schwartzkoppen (1903–1978), deutscher Bankier[2]